# Kanton Sevilla de Oro

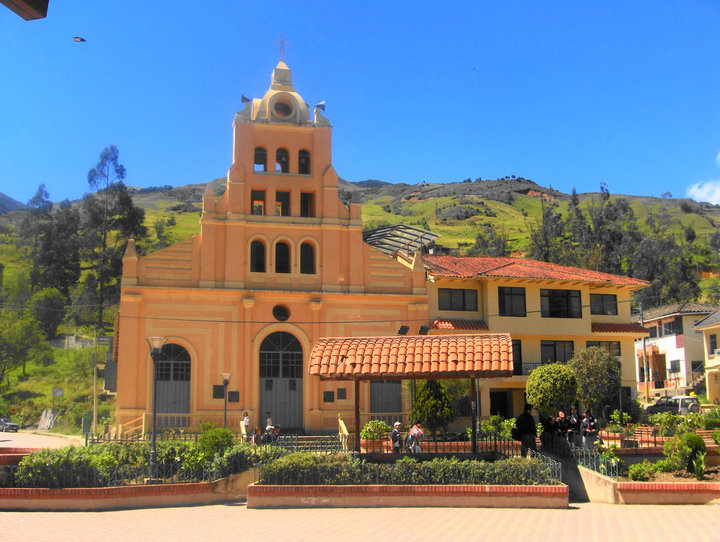
Kirche in Sevilla de Oro

Der Kanton Sevilla de Oro befindet sich in der Provinz Azuay im Süden von Ecuador. Er besitzt eine Fläche von 314,8 km². Im Jahr 2020 lag die Einwohnerzahl schätzungsweise bei 6890. Verwaltungssitz des Kantons ist die Ortschaft Sevilla de Oro mit 838 Einwohnern (Stand 2010). Der Kanton Sevilla de Oro wurde im Jahr 1992 eingerichtet.

## Lage
Der Kanton Sevilla de Oro befindet sich im äußersten Nordosten der Provinz Azuay. Das Gebiet liegt in den Anden am Südufer des Río Paute unterhalb der Einmündung des Río Collay und oberhalb der Einmündung des Río Bomboiza. Entlang dem Flusslauf liegen die Paute-Mazar-Talsperre und die Amaluza-Talsperre. Die Fernstraße E40 von Cuenca nach Santiago de Méndez führt durch den Kanton und an dessen Hauptort vorbei. Höchste Erhebung im Kanton ist der 3810 m hohe Cerro Gigantones. Der tiefste Punkt liegt am Río Paute auf einer Höhe von etwa 800 m.
Der Kanton Sevilla de Oro grenzt im Westen an die Kantone El Pan, Guachapala und Paute. Im Norden grenzt der Kanton  Sevilla de Oro an den Kanton Azogues der Provinz Cañar und an den Kanton Alausí der Provinz Chimborazo. Im Nordosten und im Osten befindet sich der Kanton Santiago der Provinz Morona Santiago.

## Verwaltungsgliederung
Der Kanton Sevilla de Oro ist in die Parroquia urbana („städtisches Kirchspiel“)
- Sevilla de Oro

und in die Parroquias rurales („ländliches Kirchspiel“)
- Amaluza
- Palmas

gegliedert.